# Mamette
Mamette est une série de bande dessinée créée par Nob en 2006. Elle est publiée régulièrement dans le mensuel Tchô ! édité par Glénat. Elle apparaît dans le journal Spirou à partir de 2024. 
La série comporte actuellement six tomes. Une série parallèle s'intitule Les souvenirs de Mamette. Trois albums de ce spin-off sont parus.

## Synopsis
Marinette dite Mamette est l'héroïne de la série. C'est une gentille petite retraitée sympathique et jeune d'esprit.  Quand elle ne passe pas son temps avec ses amis retraités, elle s'occupe de Maxou un jeune garçon légèrement rebelle. Seul manque à son bonheur son défunt mari, Jacques, et son fils constamment occupé par son travail. Bonne cuisinière, elle est aussi très gourmande, et sous conseil de son médecin finira par faire un régime dans le tome 4.

## Personnages
- Mamette est l'héroïne de l'histoire. Malgré son grand âge, cette gentille vieille dame est restée jeune d'esprit. Bonne cuisinière attachée à la cuisine maison, elle est cependant très gourmande, au grand dam de son docteur (elle finira par accepter de faire un régime dans le tome 4). Quand elle ne passe pas son temps avec ses amis du club des seniors dont elle est la trésorière, elle s'occupe de Maxou un jeune garçon un peu rebelle. Seul manque à son bonheur, son défunt mari Jacques, et son fils constamment occupé. L'on connaîtra son vrai prénom dans l'inédit du Tchô no 126, Marinette, où elle s'avère avoir été une enfant avec un sacré caractère.
- Mlle Madeleine Pinsec est la meilleure amie de Mamette. Elle travaillait dans sa jeunesse en tant qu'assistante dans une pharmacie. C'est d'ailleurs ici qu'elle a rencontré pour la première fois Mamette. Mlle Pinsec est acariâtre, aigrie, grincheuse, parfois moqueuse et souvent méchante. La seule personne avec qui elle s'entend bien étant Mamette, avec qui elle partage sa passion du ménage. Dans le tome 4, elle transforme la librairie léguée par M. Bruneau en restaurant.
- Maxou de son vrai nom maxime, est un jeune garnement d'une dizaine d'années que Mamette garde (principalement dans le tome 2), car sa mère divorcée travaille. Assez rebelle et souvent malpoli, Maxou n'est pas un garçon facile. Malgré tout, il aime beaucoup Mamette, qui réussit à faire sortir des bons côtés en lui. À la fin du tome 3, lui et sa mère déménagent dans une autre ville.
- M. Théodore Bruneau est un vieil homme timide et effacé, ancien écrivain, résidant à la maison de retraite Louis de Funès. Il est très amoureux de Mlle Pinsec, mais n'a jamais osé lui avouer son amour en face et ceci jusqu'à sa mort (malgré de nombreuses tentatives échouées). Bien qu'elle ne l'ait jamais avoué, cette dernière semblait l'aimer aussi. On apprend dans le tome 4, qu'il est décédé et a légué tous ses biens à Mlle Pinsec. Il aurait également fait partie des Chœurs de Lions, un groupe d'artistes.
- Mme Vidal est une amie de Mamette. Elle est hypocondriaque, et ne semble se nourrir que des différents médicaments qu'elle transporte toujours sur elle.
- Jacques est le défunt mari de Mamette. Lui et Mamette se sont rencontrés lorsqu'ils avaient l'âge de Maxou. Tout comme ce dernier, Jacques n'était pas un garçon facile. Mamette le décrit comme étant râleur et souvent grincheux. Cependant elle lui rend visite régulièrement au cimetière pour lui parler.
- Ginette est une amie retraitée de Mamette. C'est une ancienne institutrice, très myope et ayant une mauvaise ouïe.
- "Choupinet" est le fils de Mamette. Il est le type même de l'homme d'affaires constamment collé à son portable, et ne pouvant voir sa mère que très rarement. Dans le tome 3, il perd cependant son travail et passera un peu plus de temps avec Mamette. Dans le tome 4, il habite désormais avec elle et fait une "crise d'adolescence". Il finit cependant par se trouver une nouvelle femme et devient cuisinier en chef du restaurant de Mlle Pinsec.
- Lola est la petite-fille de Mamette. Elle va à la fac, fait des petits boulots et a des amis sur Facebook.
- Camille Desplanches, de son vrai prénom Gabriel, était un confrère et ami de feu M. Bruneau, apparaissant dans le tome 4. Ancien comédien ayant joué plusieurs pièces de Molière, il est aujourd'hui célèbre pour sa pub pour le gratin de courgettes. Charmant, excentrique et amusant, il plaît un peu à Mamette, mais a des trous de mémoires. Il est placé vers la fin dans une clinique pour traiter son Alzheimer.
- Mme Morin amie de Mamette, elles chantent ensemble à la chorale.

## Albums

### Mamette
- 1. Anges et pigeons - Glénat - 2006.
- 2. L'Âge d'or - Glénat - 2007.
- 3. Colchiques - Glénat - 2008.
- 4. Entre ciel et terre - Glénat - 2009.
- 5. La fleur de l'âge  - Glénat - 2011.
- 6. Les Papillons - Glénat - 2014.

### Les Souvenirs de Mamette
- 1. La vie aux champs - Glénat - 2009.
- 2. Le Chemin des écoliers - Glénat - 2011.
- 3. La Bonne étoile - Glénat - 2013.

### Hors Série
- La cuisine de Mamette - Glénat - 2013

## Adaptation
Les Souvenirs de Mamette a fait l'objet d'une adaptation en série animée en 52 épisodes de 13 minutes, diffusée le 2 janvier 2017 sur M6 dans l'émission M6 Kid.

### Distribution (voix)
- Maxime Baudouin : Jacques
- Nathalie Bienaimé
- Fanny Bloc
- Delphine Braillon
- Kaycie Chase : Jacotte
- Nathalie Homs
- Fily Keita
- Patricia Legrand : Augustine, Marie-Thérèse Bourrichon, Raymond
- Martial Le Minoux
- Bruno Magne
- Alexandre Nguyen
- Coco Noël

 Source et légende : version française (VF) sur RS Doublage
- Version française
  - Studio d'enregistrement : Lylo Media Group
  - Direction artistique : Martial Le Minoux

### Listes des épisodes
| S01E01 | La Vie aux Champs                     | 02/01/2017 |
| S01E02 | La Cabane                             | 02/01/2017 |
| S01E03 | Une de perdue,Sept de Perdue          | 03/01/2017 |
| S01E04 | Cher Trésor                           | 03/01/2017 |
| S01E05 | Touche pas à mon lapin                | 04/01/2017 |
| S01E06 | Entendre sa Voix                      | 04/01/2017 |
| S01E07 | L'entremetteuse                       | 05/01/2017 |
| S01E08 | L'Apprentie Sorcière                  | 05/01/2017 |
| S01E09 | Les Aventures de Raymond              | 06/01/2017 |
| S01E10 | La Fête au Village                    | 06/01/2017 |
| S01E11 | La campagnole                         | 09/01/2017 |
| S01E12 | La Guerre des Citrouilles             | 09/01/2017 |
| S01E13 | La Colonie Improvisée                 | 08/03/2017 |
| S01E14 | Un Coupable Idéal                     | 08/03/2017 |
| S01E15 | Les moissons de la Colère             | 09/03/2017 |
| S01E16 | Un Prêté pour un Volé                 | 09/03/2017 |
| S01E17 | La Lettre                             | 10/03/2017 |
| S01E18 | La Bête Sauvage                       | 10/03/2017 |
| S01E19 | Qui s'y Frotte s'y Pique              | 13/03/2017 |
| S01E20 | L'envol                               | 13/03/2017 |
| S01E21 | La Spirale du Mensonge                | 14/03/2017 |
| S01E22 | La Guerre est déclarée                | 14/03/2017 |
| S01E23 | La Rumeur                             | 15/03/2017 |
| S01E24 | Jacques au Tableau !                  | 15/03/2017 |
| S01E25 | La Leçon de Morale                    | 08/05/2017 |
| S01E26 | Quand ça barde un jour                | 08/05/2017 |
| S01E27 | Double Vie                            | 09/05/2017 |
| S01E28 | L'école en Plein Air                  | 09/05/2017 |
| S01E29 | Goûter Piégé                          | 10/05/2017 |
| S01E30 | A voté !                              | 10/05/2017 |
| S01E31 | La Course aux Escargots               | 11/05/2017 |
| S01E32 | L'idiote du Village                   | 11/05/2017 |
| S01E33 | Chante Marinette, Chante!             | 12/05/2017 |
| S01E34 | Ma Pire Amie                          | 12/05/2017 |
| S01E35 | Le Club du Bois Caché                 | 15/05/2017 |
| S01E36 | Le Joli Coeur                         | 15/05/2017 |
| S01E37 | La Coline de la Peur[réf. nécessaire] | 16/05/2017 |
| S01E38 | Premiers Patins                       | 16/05/2017 |
| S01E39 | Oiseau de Malheur                     | 22/10/2017 |
| S01E40 | Toute un Poème                        | 22/10/2017 |
| S01E41 | Les Premiers Flocons                  | 29/10/2017 |
| S01E42 | L'esprit d'Aventure                   | 29/11/2017 |
| S01E43 | Le Pot de Colle                       | 05/11/2017 |
| S01E44 | Le rôdeur                             | 05/11/2017 |
| S01E45 | Le Désenchantement                    | 12/11/2017 |
| S01E46 | La Tentation                          | 12/11/2017 |
| S01E47 | Disparu                               | 19/11/2017 |
| S01E48 | La légende d'Esclarmonde              | 19/11/2017 |
| S01E49 | Le réfugié                            | 26/11/2017 |
| S01E50 | Seule à la ferme                      | 26/11/2017 |
| S01E51 | La Grande Tonte                       | 03/12/2017 |
| S01E52 | Les Deux Mamans                       | 03/12/2017 |